# Loxoscelismo

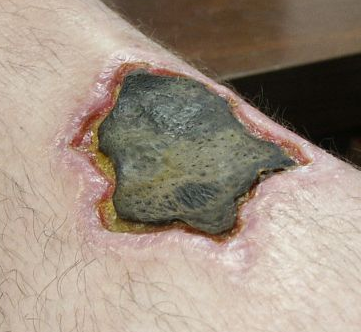
Dermonecrosis, un sello distintivo de loxoscelismo

Se denomina loxoscelismo al conjunto de manifestaciones clínicas ocasionadas por el envenenamiento causado por mordedura de araña del género Loxosceles, en el humano se han descrito dos formas clínicas: loxoscelismo local o cutáneo y loxoscelismo sistémico.

## Loxoscelismo local o cutáneo
Es la forma más común del padecimiento. La lesión dentro de las primeras 24 horas se caracteriza por edema, dolor localizado y eritema, que evoluciona de 24 a 36 horas a una "placa marmórea" (área intercalada de palidez y equimosis) de bordes generalmente irregulares circundada por eritema y edema indurado, dolorosa a la palpación, que al tercer o cuarto día evoluciona a necrosis. Posteriormente se forma una escara negra que comienza a desprenderse dejando una úlcera que puede tardar varios meses en cicatrizar o requerir cirugía reconstructiva.

## Loxoscelismo sistémico
Es menos común y se considera un cuadro de mayor gravedad que el anteriormente descrito. Se caracteriza por hemólisis y coagulación intravascular diseminada (CID). Los síntomas incluyen fiebre, náusea, vómito, escalofrío, dolor de cabeza, orina oscura (hemoglobinuria y hematuria) y descenso del hematocrito. Los pacientes pueden llegar a presentar insuficiencia renal aguda que frecuentemente es letal.